# Tyrotama incerta
Tyrotama incerta är en spindelart som först beskrevs av Tucker 1920.  Tyrotama incerta ingår i släktet Tyrotama och familjen Hersiliidae. Inga underarter finns listade i Catalogue of Life.